# آبشار اولاموفوسن
آبشار اولاموفوسن (به نروژی: Ølmåafossen) آبشاری است که در کشور نروژ واقع شده‌است و بلندترین ریزشگاه آن ۷۲۰ متر ارتفاع دارد. این آبشار، بیست و دومین آبشار بلند جهان است.